# گروه اعزامی تنشو

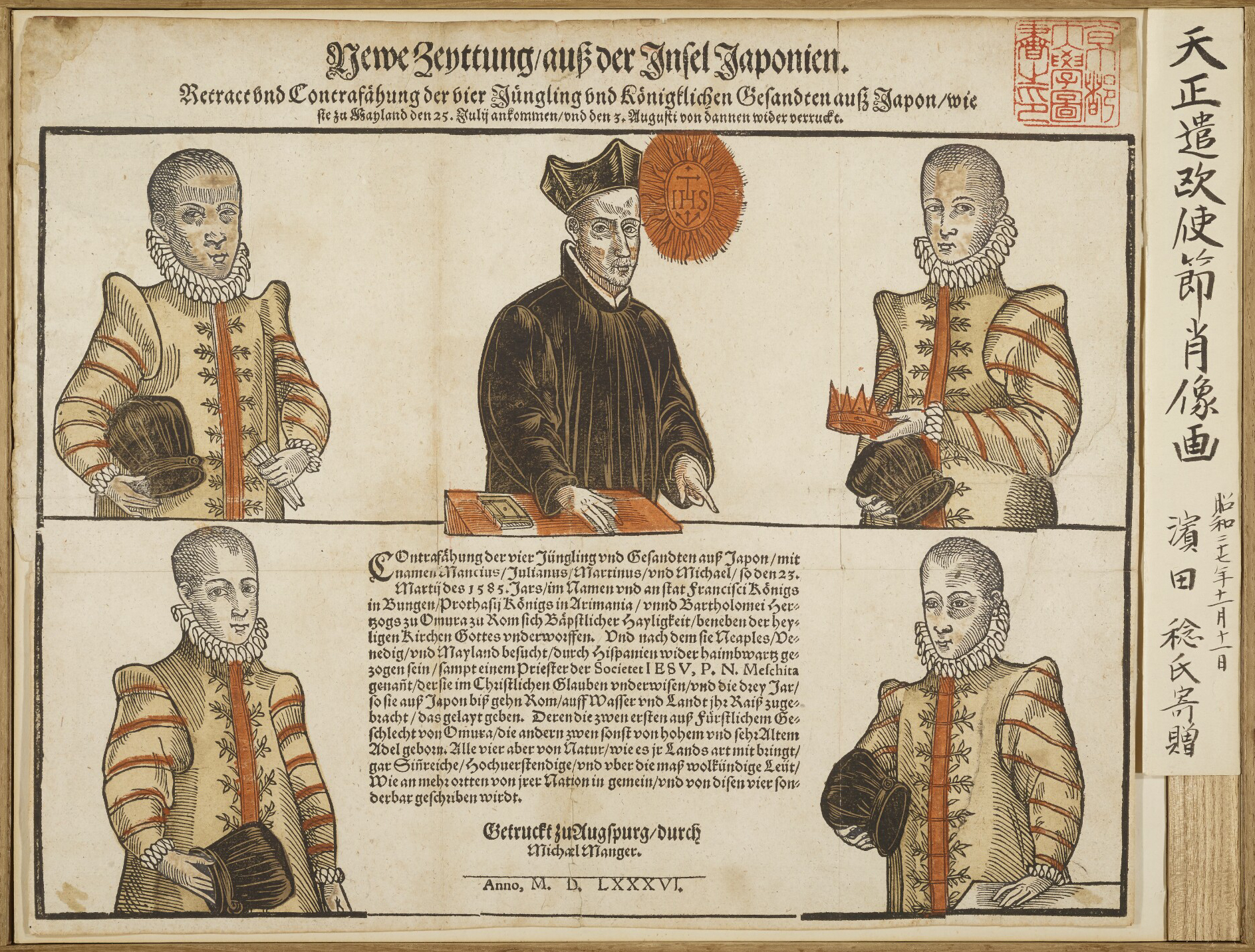
تصویری نقاشی شده از چهار نوجوان ژاپنی و کشیش مسیحی مترجم به نام دیگو مسکیتا که در آوگسبورگ آلمان تحت عنوان «خبرهایی از جزیره ژاپن» چاپ رسیده است.

گروه اعزامی تنشو (به ژاپنی: 天正の使節) به واقعه‌ای در دوره تنشو و در سال (۱۵۸۲) اشاره دارد که در طی آن یک گروه ۴ نفره نوجوان مسیحی ژاپنی به نمایندگی از دایمیوهای مسیحی کیوشو، اوتومو سورین، اومورا سومی‌تادا و آریما هارونوبو به روم اعزام شدند. این چهار نفر نخستین ژاپنی‌های ثبت شده هستند که پا بر اروپا گذاشتند.
پیشنهاد فرستادن این نوجوانان به اروپا توسط مبلغ انجمن عیسی در ژاپن بنام الساندرو والیگنانو به دایمیوهای مسیحی داده شد. هدف از فرستادن این گروه ژاپنی توسط الساندرو والیگنانو جلب حمایت مالی و معنوی شاه اسپانیا و پرتغال و همچنین پاپ از فعالیت مبلغان مسیحی در ژاپن بود و در مرحله بعد الساندرو والیگنانو بر این عقیده بود که کسب تجربه سفر به جهان مسیحیت توسط این گروه ژاپنی و نقل بزرگی و عظمت این تمدن به نفع گسترش مسیحیت در ژاپن تمام خواهد شد. این چهار نوجوان مسیحی عبارت بودند از:
- میگل چیجیوا
- ایتو مانشو
- ناکائورا جولین
- هارا مارتینو

این گروه در سال ۱۵۹۰ به ژاپن برگشتند و در قصر جوراکودای با تویوتومی هیده‌یوشی دیدار کردند.